# Nedoceratops
Nedoceratops (syn. Diceratops) byl pochybný rod ceratopsidních býložravých dinosaurů. Žil na samotném konci druhohor, v období svrchní křídy na území dnešní Severní Ameriky.

## Popis
Tento taxon je znám pouze z jediného dochovaného fosilního úlomku lebky, objeveného ve Wyomingu a popsaného v roce 1905 jako Diceratops. Po mnoho let byl nález zařazen do známějšího a hojnějšího rodu Triceratops, ale podle posledních výzkumů se možná jedná o rod platný a samostatný. Proto A. S. Ukrajinskij v roce 2007 změnil jméno z původního Diceratops na Nedoceratops. Ne všichni paleontologové ale tento krok uznávají.
V současnosti se jedná o pochybné vědecké jméno a s velkou mírou pravděpodobnosti jde ve skutečnosti o mladší synonymum rodu Triceratops.